# Альціон сулавеський
Альціо́н сулавеський (Cittura cyanotis) — вид сиворакшоподібних птахів родини рибалочкових (Alcedinidae). Ендемік Індонезії. Раніше вважався конспецифічним з Cittura sanghirensis.

## Опис

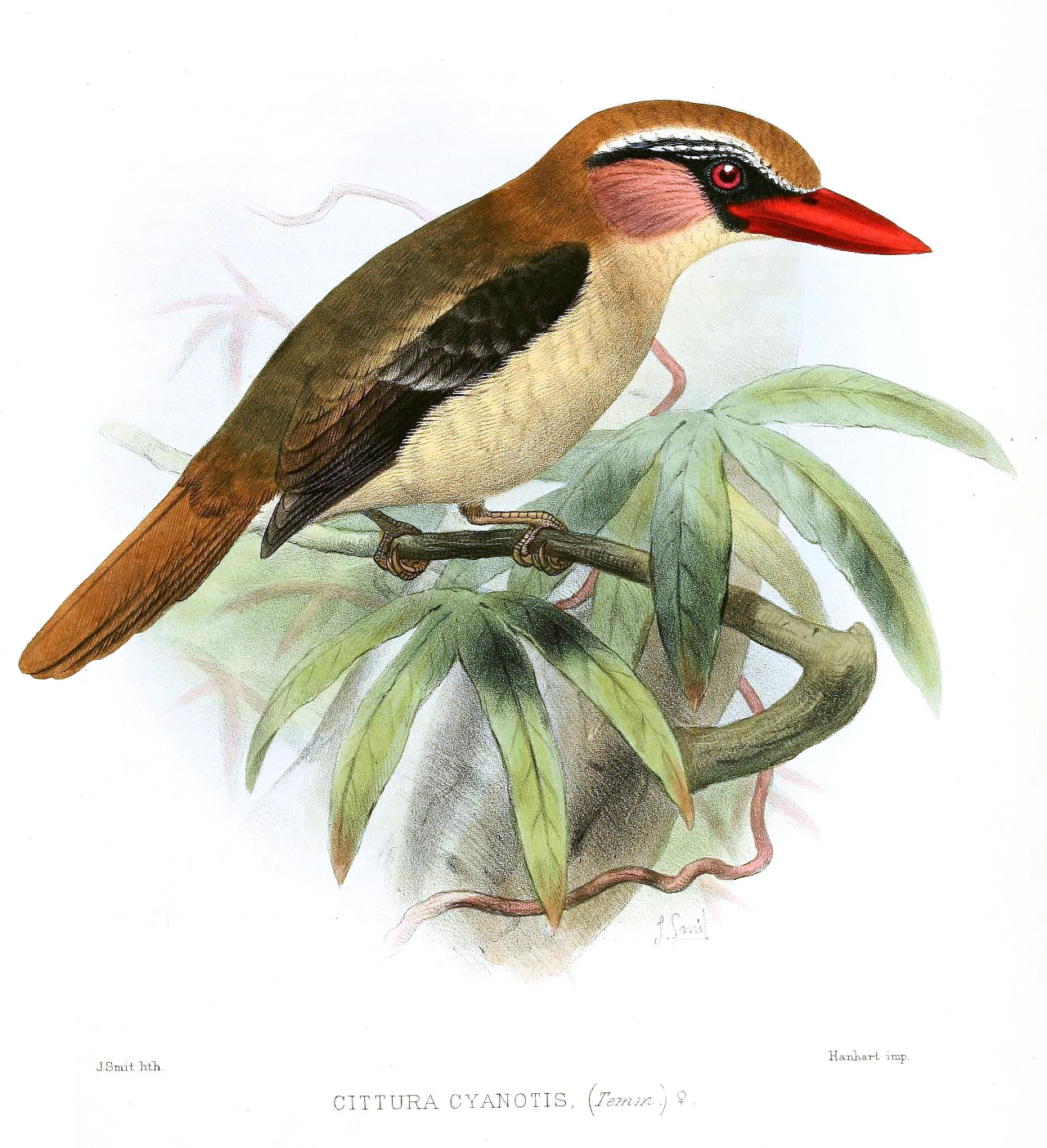
Сулавеський альціон

Довжина птаха становить 28 см. У самців верхня частина голови, шия і спина коричневі, стернові пера рудувато-коричневі. На обличчі широка темно-синя «маска», над очима вузькі білі «брови». Скроні блідо-лілові, горло, груди й живіт кремові, крила темно-сині. У самиць «маска» на обличчі та крила чорні. Дзьоб, очі та лапи червоні. Голос — серія швидких нисхідних звуків «ку-ку-ку», що повторюються з інтервалом у 2—3 секунди.

## Поширення і екологія
Сулавеські альціони мешкають на Сулавесі та на сусідньому острові Лембех. Вони живуть у вологих і сухих рівнинних тропічних лісах, на полях і плантаціях. Зустрічаються на висоті до 1000 м над рівнем моря. Живляться комахами, на яких чатують серед рослинності.